# Daniel R. Lucey
Daniel R. Lucey (MD, MPH), là một bác sĩ, nhà nghiên cứu, học giả cao cấp và giáo sư trợ lý về bệnh truyền nhiễm người Mỹ công tác tại Đại học Georgetown, và là một nghiên cứu viên về nhân chủng học tại Bảo tàng Lịch sử Tự nhiên Quốc gia Smithsonian, nơi ông đã đồng tổ chức một cuộc triển lãm về tám đợt bùng phát virus. Từ năm 2003, ông đã phân tích, theo dõi và ứng phó với một số bệnh truyền nhiễm mới nổi, bao gồm cả dịch SARS năm 2003 ở Trung Quốc, Hồng Kông và Canada, cúm gia cầm H5N1 sau đó ở Đông Nam Á và Ai Cập, cúm H1N1 ở Ai Cập, virus nipah ở Ai Cập Bangladesh, MERS ở Trung Đông và Hàn Quốc, Ebola ở Tây Phi, Zika ở Brazil, sốt vàng da ở Trung Quốc, chikungunya ở Pakistan, H7N9 ở Trung Quốc và bệnh dịch hạch ở Madagascar, tiếp theo là vùng phát dịch ebola 2018 ở Cộng hòa Dân chủ Congo và sự bùng phát của bệnh coronavirus, do SARS-CoV-2, bắt đầu vào năm 2019.
Lucey xuất thân từ một gia đình quân nhân ở California. Ông tốt nghiệp ngành tâm lý học tại Đại học Dartmouth năm 1977 và sau khi lấy bằng M.D. năm 1982, ông làm việc với những người ở San Francisco mắc một căn bệnh chưa biết trước đây, sau này được gọi là HIV/AIDS. Sau đó, ông đã có bằng thạc sĩ về sức khỏe cộng đồng từ Trường Y tế Công cộng Harvard. Ông đã dành phần lớn những năm 1990 để nghiên cứu về HIV và vắc-xin. Là giám đốc của các bệnh truyền nhiễm tại Trung tâm Bệnh viện Washington, ông đã nghiên cứu về việc chuẩn bị những gì cần làm nếu có sự phát hành có chủ đích của một tác nhân truyền nhiễm. Điều này đi vào hoạt động khi sau các cuộc tấn công ngày 11 tháng 9 năm 2001, các kho dự trữ kháng sinh đã sẵn sàng cho các cuộc tấn công bệnh than sau đó. Sau đó, ông đã nghĩ ra một hệ thống dàn cho bệnh than qua đường hô hấp và ủng hộ việc dự trữ các ống dẫn lưu ngực để điều trị nếu chất lỏng độc hại tích tụ quanh phổi.
Năm 2002, ông đã tham gia vào một chiến dịch quản lý tiêm phòng bệnh đậu mùa cho hàng trăm ngàn công nhân. Năm 2004, Lucey đã đưa ra lời khai sau các báo cáo về mức độ chì cao trong hệ thống nước công cộng của Washington DC. 'Đạo luật nước uống không chì miễn phí năm 2004' đã được giới thiệu vào tháng sau.
Các giải thưởng của ông bao gồm Huân chương Walter Reed năm 2001 và Giải thưởng dành cho chỉ huy quân sự của Bộ lục quân Hoa Kỳ, vì sự chăm sóc mà ông dành cho những người bị thương tại Lầu năm góc vào ngày 11 tháng 9 năm 2001.

## Tiểu sử
Daniel R. Lucey sinh ra tại Căn cứ không quân Castle, trong một gia đình quân nhân ở Quận Merced, California và trải qua thời thơ ấu ở nhiều vùng khác nhau của Hoa Kỳ, bao gồm cả Florida, Ohio, Virginia, South Carolina, Pennsylvania và North Dakota.
Năm 1973, ông nhập học Dartmouth College, nơi ông tốt nghiệp ngành tâm lý học năm 1977. Sau đó, anh được nhận vào học ngành y tại Đại học Y khoa Dartmouth, hiện được gọi là Trường Y Geisel, Khi còn là sinh viên y khoa năm 1979, anh đã dành hai tháng tại Bệnh viện Baragwanath, Soweto, Nam Phi, sau đó nhớ lại rằng đây là "lần đầu tiên anh tiếp xúc với bệnh truyền nhiễm".

## Sự nghiệp y khoa ban đầu

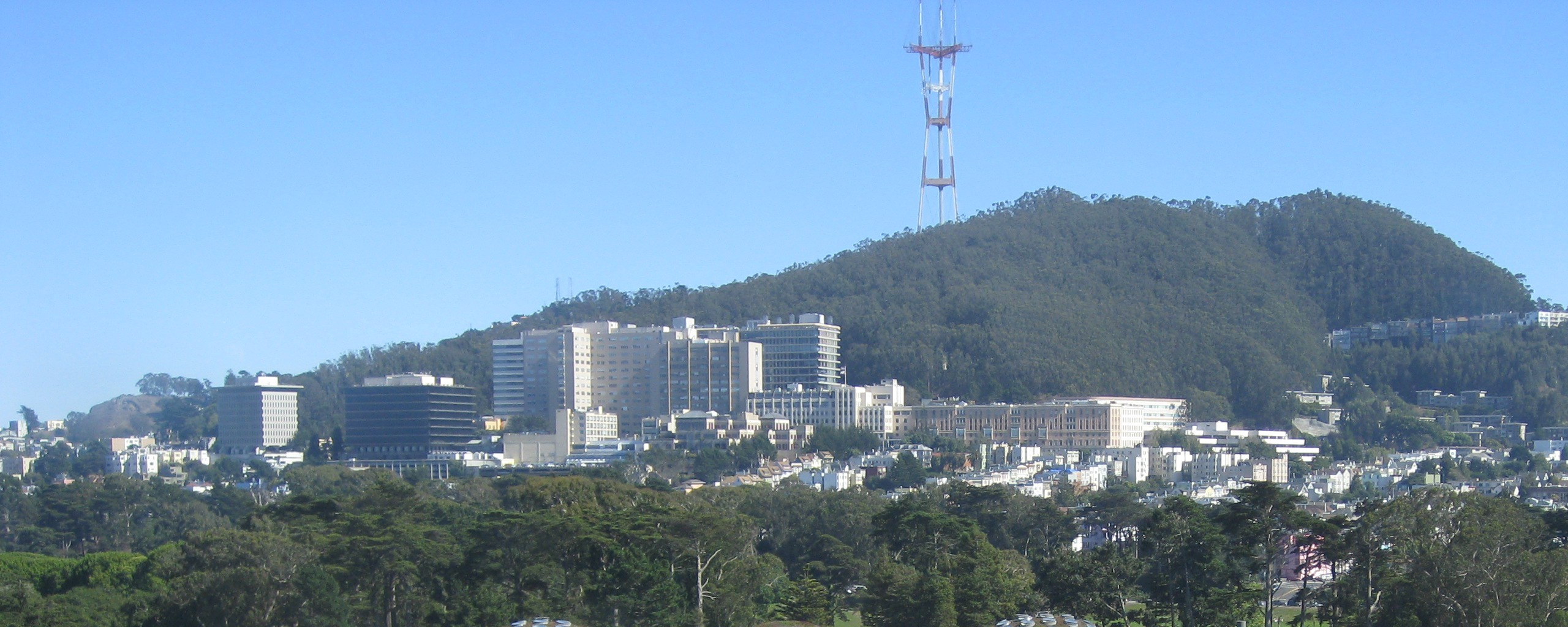
Trung tâm Y tế UCSF

Ông đạt được bằng M.D. năm 1982, sau đó anh bắt đầu đào tạo sớm tại Đại học California, San Francisco (UCSF), nơi ông làm việc với những người đang mắc một căn bệnh chưa biết trước đây, sau này được gọi là HIV/AIDS.
Năm 1988, ông đã nhận được thạc sĩ về sức khỏe cộng đồng từ Trường Y tế Công cộng Harvard, tại đây, ông đã đạt được học bổng của Hiệp hội bệnh truyền nhiễm Hoa Kỳ.
Từ 1988 đến 1990, ông theo học bác sĩ tại Không quân Hoa Kỳ, Trung tâm y tế Wilford Hall, San Antonio, Texas. Từ năm 1992 đến năm 1998, ông đã theo học bác sĩ về các bệnh truyền nhiễm và nội khoa tại Trung tâm y tế hải quân quốc gia, Bethesda. Năm 1993, khi đang nghiên cứu HIV tại Học viện Y tế Quốc gia, ông trở thành đồng nghiệp của Đại học Bác sĩ Hoa Kỳ, Ba năm sau, anh được chỉ định làm việc về vắc-xin sinh học, vắc-xin cho viêm gan A và B, và vắc-xin cho bệnh Lyme và HIV, tại Trung tâm sinh học Đánh giá và nghiên cứu tại Cục quản lý Thực phẩm và Dược phẩm Hoa Kỳ (FDA). Sau đó, vào năm 1998, ông được bổ nhiệm vào nghiên cứu HIV với tư cách là nhà miễn dịch virus tại Viện nghiên cứu quân đội Walter Reed.